# NCOW
Эталонная модель сетецентрических операций (англ. Net-Centric Operations Warfare Reference Model, NCOW-RМ, термин используется также в виде Net-Centric Operations Warfare, NCOW) — информационная модель, описывающая будущие процедуры управления и ведения боевых действий министерством обороны США. Модель основана на концепции создания единой информационной среды, которая обеспечивает доступ к достоверной информации для всех пользователей, независимо от времени и их местонахождения. Это позволяет обеспечить выработку единого подхода к ведению боевых действий, повышение скорости прохождения команд, более высокие темпы операций и степень их самосинхронизации, большую летальность противника. В сущности, сетецентрическая война переводит информационное превосходство над противником в боевую мощь вооружённых сил.
Разработка эталонной модели является результатом истории информатизации министерства обороны США, где длительное время существовала практика несогласованного приобретения различных информационных систем, что приводило к появлению избыточных и технически несовместимых систем. Это было выявлено в ходе ряда аудиторских проверок Счётной Палаты США, после чего Конгрессом был принят Закон Клинджера-Коэна, развёрнут глобальный коммуникационный проект Global Information Grid, и создана DoD Architecture Framework для реинжиниринга бизнес-процессов министерства обороны. Основой построения ИТ-инфраструктуры Пентагона является сетецентрическая модель.